# Rodolfo Galé
Rodolfo Galé (Juan Dionisio Tobares Galletti; * 26. Dezember 1928 in Mendoza; † 25. Oktober 1972) war ein argentinischer Tangosänger.

## Leben und Wirken
Galé gewann 1944 einen Gesangswettbewerb in seiner Heimatstadt mit dem Tango Melodía de arrabal. Im Folgejahr wurde er Mitglied eines von Aníbal Apiolaza geleiteten örtlichen Orchesters. 1947 debütierte er in der Provinz Córdoba mit der Formation Torcuato Wermuths. Im Jahr 1949 kam er nach Buenos Aires und wurde 1950 von Florindo Sassone engagiert. Mit dessen Orchester nahm er bei RCA Victor bis 1953 16 Titel auf. Danach kam er durch Vermittlung von Oscar Ferrari als Nachfolger von Jorge Durán zum Orchester José Bassos. Mit diesem nahm er noch 1953 den Tango Cuesta abajo auf; weitere Aufnahmen entstanden 1955.
Ende 1953 organisierte Carlos Di Sarli sein Orchester neu und engagierte – neben den Geigern Tito Simón und Elvino Vardaro und den Bandoneonisten Julián Plaza und José Libertella – Argentino Ledesma und Rodolfo Galé als Sänger. 1956 verließ Ledesma das Orchester und wurde durch Jorge Durán ersetzt. Galé trennte sich kurz darauf ebenfalls von Di Sarli und wurde – neben Héctor De Rosas – Sänger im Orchester Roberto Calós. Im Duo mit de Rosas und als Solist nahm er mit diesem Orchester mehrere Titel auf.
Für Auftritte an Theatern, bei Bällen und im Radio engagierte ihn 1959 Francisco Canaro. Trotz zu dieser Zeit auftretender gesundheitlicher Probleme setzte er seine Aktivitäten als Sänger fort. 1972 starb er während einer Tournee im Alter von 43 Jahren an einem Herzinfarkt.

## Aufnahmen
- Testamento de arrabal (von Oscar Castagniaro, Text von Raúl Hormaza)
- Íntimas
- Trago amargo
- El estrellero
- Yunque
- Cuesta abajo
- Patoteros
- Doblando el codo
- Eras como la flor
- Noche de locura (von Manuel Sucher und Carlos Bahr)
- Mala yerba (von Arturo Gallucci und Abel Aznar)
- Limosna de amor
- Mi colegiala
- Si vos no me querés
- Luna Tucumana (von Atahualpa Yupanqui)
- Y con eso dónde voy
- Mañana seré feliz
- Nunca serás mía